# حارة الشروة (أحور)
الشروة هي إحدى حارات حي باذيب بمدينة أحور التابعة لمحافظة أبين، بلغ تعداد سكانها 228 نسمة حسب تعداد اليمن لعام 2004.